# Монбель (Арьеж)
Монбе́ль (фр. Montbel) — коммуна во Франции, находится в регионе Юг — Пиренеи. Департамент коммуны — Арьеж. Входит в состав кантона Мирпуа. Округ коммуны — Сен-Жирон.
Код INSEE коммуны — 09200.

## Население
Население коммуны на 2008 год составляло 109 человек.
| 1962 | 1968 | 1975 | 1982 | 1990 | 1999 | 2008 |
| ---- | ---- | ---- | ---- | ---- | ---- | ---- |
| 105  | 113  | 115  | 110  | 109  | 123  | 109  |

## Экономика
В 2007 году среди 60 человек в трудоспособном возрасте (15—64 лет) 38 были экономически активными, 22 — неактивными (показатель активности — 63,3 %, в 1999 году было 64,3 %). Из 38 активных работали 29 человек (16 мужчин и 13 женщин), безработных было 9 (3 мужчины и 6 женщин). Среди 22 неактивных 7 человек были учащимися или студентами, 6 — пенсионеры, 9 были неактивными по другим причинам.